# 四平腔
四平腔，中國地方戲曲之一，屬於「弋陽腔系統」。自明代嘉靖年間，流行於安徽歙縣，被稱為「庶民戲」。後來在江南數省廣為流傳，並與當地劇種結合。清中葉以後，傳入潮州的四平腔吸收了海陸豐正字戲及亂彈戲，表演變得更豐富緊湊。亦流行於閩北、閩東、閩南地區。
四平腔重武輕文，多演歷史戰袍戲。由於場面熱鬧，深受大眾歡迎。四平腔在曲牌聯綴體加入了皮黃腔的板腔體，句末常以「幫腔」和唱，字多而腔少，使它更顯古樸粗獷。樂器則以鑼、鼓、鈸、板為主，以鼓為指揮，控制節奏，演唱時只用嗩吶及鑼鼓伴奏，很有特色。
四平腔的著名劇目有《出獵回獵》，《磨房會》和《借靴》等。

## 外部連結
- 四平戲﹝一﹞：七十四年民間劇場演出[永久]
- 四平戲﹝二﹞：七十四年民間劇場演出[永久]